# KOICA
KOICA, viết tắt của Korea International Cooperation Agency (tiếng Hàn: 한국국제협력단; Hanja: 韓國國際協力團; Hán-Việt: Hàn Quốc Quốc tế Hiệp lực Đoàn), tức Cơ quan Hợp tác Quốc tế Hàn Quốc được Bộ Ngoại giao Hàn Quốc thành lập năm 1991 dưới hình thức một tổ chức chính phủ chuyên thực hiện các chương trình Hỗ trợ Phát triển Chính thức (ODA). Mục tiêu của KOICA nhằm tăng cường hiệu quả của các chương trình do chính phủ Hàn Quốc tài trợ dành cho các nước đang phát triển thông qua việc thực hiện các chương trình hợp tác chuyên môn do chính phủ Hàn Quốc tài trợ. KOICA do chức vụ Chủ tịch lãnh đạo với nhiệm kỳ 3 năm được đích thân Tổng thống Hàn Quốc chỉ định thông qua sự tiến cử từ Bộ trưởng Bộ Ngoại giao.
Theo tổ chức OECD, tổng vốn ODA của Hàn Quốc (2,8 tỷ đô la Mỹ, dữ liệu sơ bộ) tăng lên trong năm 2022 do khoản viện trợ cho Ukraina cũng như sự gia tăng trong lĩnh vực viện trợ nhân đạo. Nó tương ứng với 0,17% tổng thu nhập quốc dân (GNI).

## Các văn phòng tại hải ngoại
KOICA vận hành tổng cộng 46 văn phòng hải ngoại trên phạm vi toàn thế giới. Dưới đây là danh sách trụ sở các văn phòng tại những quốc gia này:

### Châu Á
- Afghanistan - Kabul
- Bangladesh - Dhaka
- Campuchia - Phnôm Pênh
- Đông Timor - Dili
- Fiji - Suva
- Indonesia - Jakarta
- Lào - Viêng Chăn
- Mông Cổ - Ulaanbaatar
- Myanmar - Yangon
- Nepal - Lalitpur
- Pakistan - Islamabad
- Philippines - Taguig
- Sri Lanka - Colombo
- Việt Nam - Hà Nội
- Kyrgyzstan - Bishkek

### Châu Phi
- Algérie - Algiers
- Cameroon - Yaoundé
- Cộng hòa Dân chủ Congo - Kinshasa
- Ai Cập - Cairo
- Ethiopia - Addis Ababa
- Ghana - Accra
- Bờ Biển Ngà - Abidjan
- Kenya - Nairobi
- Maroc - Rabat
- Mozambique - Maputo
- Nigeria - Abuja
- Rwanda - Kigali
- Sénégal - Dakar
- Tanzania - Dar es Salaam
- Tunisia - Tunis
- Uganda - Kampala

### Khu vực Mỹ Latinh
- Bolivia - La Paz
- Colombia - Bogotá
- Cộng hòa Dominica - Santo Domingo
- Ecuador - Quito
- El Salvador - San Salvador
- Guatemala - Thành phố Guatemala
- Paraguay - Asunción
- Perú - Lima

### Khu vực Trung Đông và Trung Á
- Azerbaijan - Baku
- Iraq - Baghdad và Erbil
- Jordan - Amman
- Kyrgyzstan - Bishkek
- Palestine - Ramallah
- Uzbekistan - Tashkent